# Campionati italiani assoluti di ginnastica artistica 2020
Campionati assoluti di ginnastica artistica 2020 sono stati la 82ª edizione dei Campionati italiani assoluti di ginnastica artistica. Si sono svolti a Napoli, il 7 e l'8 novembre 2020, presso il PalaVesuvio. 

## Riepilogo
A livello femminile, per la prima volta nella storia dei campionati italiani assoluti due ginnaste (Giorgia Villa e Asia D'Amato) hanno vinto il titolo pari merito. 
Giorgia Villa si è confermata campionessa italiana alle parallele, per la quarta volta in carriera. 
Asia D'Amato vince il suo quarto titolo al volteggio (2016, 2017, 2019, 2020), alla trave Martina Maggio si riprende il titolo dopo la vittoria del 2018 e l'argento del 2019, al corpo libero per la prima volta Giorgia Villa diventa campionessa italiana precedendo Asia D'Amato e la junior Angela Andreoli. 
Inoltre a livello femminile si sono state diverse assenze: tra le più importanti Desiree Carofiglio ed Elisa Iorio (entrambe bronzo ai mondiali di Stoccarda nel 2019), Vanessa Ferrari annuncia di volersi concentrare sulla qualificazione olimpica. Giada Grisetti e Micol Minotti (tesserate per il Centro Sport Bollate) a causa della positività al Covid-19 non hanno potuto prender parte alla competizione.
A livello maschile, Ludovico Edalli si conferma nuovamente campione italiano assoluto dopo le vittorie del 2013, 2015, 2018 e 2019, inoltre vince il titolo alle parallele e il bronzo alla sbarra preceduto da Carlo Macchini e Ivan Brunello.
Marco Lodadio (argento mondiale in carica) è stato il grande assente a causa di un'operazione alla spalla subita pochi mesi prima, il titolo agli anelli viene quindi vinto da Salvatore Maresca.

## Programma
- Sabato 7: concorso generale femminile e maschile;
- Domenica 15: finali di specialità.[5][6]

## Ginnasti ammessi

### Ginnastica artistica femminile[7][8]
| Nº | Ginnasta                              | Società                | VT | P.Asim. | Tr. | C.L. |
| -- | ------------------------------------- | ---------------------- | -- | ------- | --- | ---- |
| 1  | Angela Andreoli                       | Brixia                 | ●  | ●       | ●   | ●    |
| 2  | Emily Armi                            | Ginnastica Salerno     | ●  | ●       | ●   | ●    |
| 3  | Diana Barbanotti                      | Juventus Nova          | ●  | ●       | ●   | ●    |
| 4  | Alessia Canali                        | Juventus Nova          | ●  | ●       | ●   | ●    |
| 5  | Caterina Teresa Anna Maria Cereghetti | Ginnastica Riccione    | ●  | ●       | ●   | ●    |
| 6  | Maria Vittoria Cocciolo               | World Sporting Academy | ●  | ●       | ●   | ●    |
| 7  | Alice D'Amato                         | Fiamme Oro             | ●  | ●       | ●   | ●    |
| 8  | Asia D'Amato                          | Fiamme Oro             | ●  | ●       | ●   | ●    |
| 9  | Manila Esposito                       | Gin Civitavecchia      | ●  | ●       | ●   | ●    |
| 10 | Alessia Federici                      | Pro Patria Milano      | ●  | ●       | ●   | ●    |
| 11 | Vanessa Ferrari                       | Esercito               | ●  | ●       | ●   | ●    |
| 12 | Giada Grisetti                        | Ginnastica Bollate     | ●  | ●       | ●   | ●    |
| 13 | Carolina James                        | AG Biancoverde         | ●  | ●       | ●   | ●    |
| 14 | Irene Lanza                           | Ginnastica Torino      | ●  | ●       | ●   | ●    |
| 15 | Francesca Noemi Linari                | Brixia                 | ●  | ●       | ●   | ●    |
| 16 | Giorgia Leone                         | Brixia                 | ●  | ●       | ●   | ●    |
| 17 | Martina Maggio                        | Fiamme Oro             | ●  | ●       | ●   | ●    |
| 18 | Veronica Mandriota                    | Brixia                 | ●  | ●       | ●   | ●    |
| 19 | Micol Minotti                         | Ginnastica Bollate     | ●  | ●       | ●   | ●    |
| 20 | Lara Mori                             | Esercito               | ●  | ●       | ●   | ●    |
| 21 | Sara Ricciardi                        | Corpo Libero Padova    | ●  | ●       | ●   | ●    |
| 22 | Giorgia Villa                         | Fiamme Oro             | ●  | ●       | ●   | ●    |
| 23 | Chiara Vincenzi                       | Inside Wellness Gym    | ●  | ●       | ●   | ●    |
| 24 | Caterina Vitale                       | Ionica Gym             | ●  | ●       | ●   | ●    |

Non prendono parte alla competizione nonostante la convocazione: Caterina Cereghetti e Vanessa Ferrari.

### Ginnastica artistica maschile[7][8]
| Nº | Ginnasta            | Società               | C.L. | Cav. | An. | VT | P.Simm. | Sb. |
| -- | ------------------- | --------------------- | ---- | ---- | --- | -- | ------- | --- |
| 1  | Yumin Abbadini      | Pro Carate            | ●    | ●    | ●   | ●  | ●       | ●   |
| 2  | Nicola Bartolini    | Ginnastica Salerno    | ●    | ●    | ●   | ●  | ●       | ●   |
| 3  | Niccolò Belli       | Corpo Libero Padova   | ●    | ●    | ●   | ●  | ●       | ●   |
| 4  | Lorenzo Bonicelli   | Ghislanzoni GAL       | ●    | ●    | ●   | ●  | ●       | ●   |
| 5  | Andrea Canazza      | Corpo Libero Padova   | ●    | ●    | ●   | ●  | ●       | ●   |
| 6  | Lorenzo Minh Casali | Giovanile Ancona      | ●    | ●    | ●   | ●  | ●       | ●   |
| 7  | Filippo Castellaro  | Spes Mestre           | ●    | ●    | ●   | ●  | ●       | ●   |
| 8  | Nicholas Costa      | Ginnastica Varesina   | ●    | ●    | ●   | ●  | ●       | ●   |
| 9  | Edoardo De Rosa     | Ares Ginnastica       | ●    | ●    | ●   | ●  | ●       | ●   |
| 10 | Tommaso De Vecchis  | Ginnastica Salerno    | ●    | ●    | ●   | ●  | ●       | ●   |
| 11 | Andrea Dotti        | "R. Serra" Cesena     | ●    | ●    | ●   | ●  | ●       | ●   |
| 12 | Ludovico Edalli     | Aeronautica Militare  | ●    | ●    | ●   | ●  | ●       | ●   |
| 13 | Ares Federici       | Pro Patria Bustese    | ●    | ●    | ●   | ●  | ●       | ●   |
| 14 | Saul Fermin         | Pro Patria Bustese    | ●    | ●    | ●   | ●  | ●       | ●   |
| 15 | Mirko Galimberti    | Pro Lissone           | ●    | ●    | ●   | ●  | ●       | ●   |
| 16 | Lorenzo Galli       | Ginnastica Eur        | ●    | ●    | ●   | ●  | ●       | ●   |
| 17 | Luca Lino Garza     | La Costanza 1884      | ●    | ●    | ●   | ●  | ●       | ●   |
| 18 | Lay Giannini        | Giovanile Ancona      | ●    | ●    | ●   | ●  | ●       | ●   |
| 19 | Thomas Grasso       | Nardi Juventus        | ●    | ●    | ●   | ●  | ●       | ●   |
| 20 | Simone Houriya      | Ginnastica Livornese  | ●    | ●    | ●   | ●  | ●       | ●   |
| 21 | Davide Lattenero    | Ginnastica Fortitudo  | ●    | ●    | ●   | ●  | ●       | ●   |
| 22 | Matteo Levantesi    | Virtus Pasqualetti    | ●    | ●    | ●   | ●  | ●       | ●   |
| 23 | Marco Lodadio       | Aeronautica Militare  | ●    | ●    | ●   | ●  | ●       | ●   |
| 24 | Mario Macchiati     | Fermo 85              | ●    | ●    | ●   | ●  | ●       | ●   |
| 25 | Carlo Macchini      | Fermo 85              | ●    | ●    | ●   | ●  | ●       | ●   |
| 26 | Carlo Magliocchetti | Udinese A.P.D.        | ●    | ●    | ●   | ●  |         |     |
| 27 | Salvatore Maresca   | Ginnastica Salerno    | ●    | ●    | ●   | ●  | ●       | ●   |
| 28 | Roberto Marzocchi   | U.S.D. Forti e Liberi | ●    | ●    | ●   | ●  | ●       | ●   |
| 29 | Nicolò Mozzato      | Spes Mestre           | ●    | ●    | ●   | ●  | ●       | ●   |
| 30 | Stefano Patron      | Spes Mestre           | ●    | ●    | ●   | ●  | ●       | ●   |
| 31 | Paolo Principi      | Aeronautica Militare  | ●    | ●    | ●   | ●  | ●       | ●   |
| 32 | Andrea Russo        | Gin Civitavecchia     | ●    | ●    | ●   | ●  | ●       | ●   |
| 33 | Marco Sarrugerio    | Juventus Nova         | ●    | ●    | ●   | ●  | ●       | ●   |
| 34 | Gionatan Stradi     | Panaro Modena         | ●    | ●    | ●   | ●  | ●       | ●   |
| 35 | Fabrizio Valle      | Ginnastica Roma 70    | ●    | ●    | ●   | ●  | ●       | ●   |
| 36 | Giovanni Zillio     | Corpo Libero Padova   | ●    | ●    | ●   | ●  | ●       | ●   |
| 37 | Umberto Zurlini     | Panaro Modena         | ●    | ●    | ●   | ●  | ●       | ●   |

## Podi
| Evento                 | Oro                               | Punti          | Argento             | Punti          | Bronzo          | Punti          |
| Podio maschile         | Podio maschile                    | Podio maschile | Podio maschile      | Podio maschile | Podio maschile  | Podio maschile |
| ---------------------- | --------------------------------- | -------------- | ------------------- | -------------- | --------------- | -------------- |
| Concorso individuale   | Ludovico Edalli                   | 81,750         | Lorenzo Galli       | 80,550         | Edoardo De Rosa | 80,350         |
| Corpo libero           | Ares Federici                     | 14,400         | Umberto Zurlini     | 14,100         | Nicolò Mozzato  | 13,950         |
| Cavallo con maniglie   | Lorenzo Galli Andrea Canazza      | 13,500         | -                   | -              | Yumin Abbadini  | 13,050         |
| Anelli                 | Salvatore Maresca                 | 14,250         | Marco Sarruggerio   | 14,000         | Andrea Russo    | 13,600         |
| Volteggio              | Carlo Magliocchetti Ares Federici | 13,725         | -                   | -              | Umberto Zurlini | 13,525         |
| Parallele simmetriche  | Ludovico Edalli                   | 14,400         | Lorenzo Minh Casali | 14,050         | Lay Giannini    | 13,950         |
| Sbarra                 | Carlo Macchini                    | 14,150         | Ivan Brunello       | 13,900         | Ludovico Edalli | 13,200         |
| Podio femminile        |                                   |                |                     |                |                 |                |
| Concorso individuale   | Giorgia Villa Asia D'Amato        | 55,100         | -                   | -              | Martina Maggio  | 55,050         |
| Corpo libero           | Giorgia Villa                     | 13,850         | Asia D'Amato        | 13,600         | Angela Andreoli | 13,550         |
| Trave                  | Martina Maggio                    | 14,100         | Giorgia Villa       | 14,000         | Asia D'Amato    | 13,600         |
| Parallele asimmetriche | Giorgia Villa                     | 14,550         | Martina Maggio      | 14,100         | Asia D'Amato    | 14,000         |
| Volteggio              | Asia D'Amato                      | 14,400         | Manila Esposito     | 13,750         | Angela Andreoli | 13,700         |